# Sistema electoral del Congrés dels Diputats
El sistema electoral del Congrés dels Diputats és regulat per l'article 68 de la Constitució espanyola de 1978 i els articles 161-164 de la Llei orgànica del règim electoral general (LOREG).
La Constitució admet que els representants (diputats) que integren el Congrés siga un nombre entre 300 i 400, inclusivament. La LOREG fixa el nombre a 350. Aquests han de ser elegits per sufragi directe.
La circumscripció electoral és la província. N'hi ha 52 a l'Estat espanyol. Els escons atribuïts a cada circumscripció segueixen el principi d'igualació interprovincial relativa: cada circumscripció té un nombre mínim de diputats (dos segons l'art. 162.2 LOREG) més altres en proporció a la població, excepte Ceuta i Melilla que poden elegir solament un. Aquest sistema té dues conseqüències: els escons atribuïts pot variar d'eleccions d'un any a altre i les províncies poc poblades tinguen més representants que d'altres relativament afectat a la qualitat real del vot generant una desigualtat del vot segons la circumscripció on es diposite.
L'elector té un vot que diposita a favor d'una llista de candidats tancada (no pot mesclar candidats de llistes de distints grups polítics) i bloquejada (no pot alterar l'ordre dels candidats).
Els vots vàlids són convertits en escons seguint la fórmula D'Hondt amb barrera electoral del 3% dels vots vàlids emesos per circumscripció, excepte a Ceuta i Melilla que la fórmula segueix la majoria simple. Aquesta fórmula electoral no permet una elevada proporcionalitat per aplicar-se a un estat on la majoria de les circumscripcions són de xicoteta magnitud. Açò implica una distorsió en què els grans partits d'implantació nacional obtenen major proporció d'escons que de vots obtinguts, els partits xicotets d'implantació nacional obtenen una proporció menor d'escons que de vots obtinguts i els partits polítics principals regionals sí que obtenen una proporcional representació entre vots i escons obtinguts. La barrera electoral és solament operativa a les circumscripcions de dimensió gran, com solen ser Madrid i Barcelona.
Si un diputat mor, és incapacitat o hi renuncia, l'escó és atribuït al candidat o al suplent de la mateixa llista seguint l'ordre de col·locació.